# Clàssica Comunitat Valenciana 1969 - Gran Premio Valencia 2022
La Clàssica Comunitat Valenciana 1969 - Gran Premio Valencia 2022, trentottesima edizione della corsa, valida come evento dell'UCI Europe Tour 2022 categoria 1.2, si svolse il 23 gennaio 2022 su un percorso di 175 km, con partenza da La Nucia e arrivo a Valencia. La vittoria fu appannaggio dell'italiano Giovanni Lonardi, che completò il percorso in 4h02'34", alla media di 43,287 km/h, precedendo il belga Amaury Capiot ed il britannico Chris Lawless.
Sul traguardo di Valencia 94 ciclisti, sui 119 partiti da La Nucia, portarono a termine la competizione.

## Squadre e corridori partecipanti
| N.    | Cod. | Squadra                     |
| ----- | ---- | --------------------------- |
| 1-8   | TEN  | TotalEnergies               |
| 11-18 | EUS  | Euskaltel-Euskadi           |
| 21-27 | ARK  | Team Arkéa-Samsic           |
| 31-38 | BCF  | Bardiani-CSF-Faizanè        |
| 41-48 | EKP  | Equipo Kern Pharma          |
| 51-58 | CJR  | Caja Rural-Seguros RGA      |
| 61-68 | EHE  | Electro Hiper Europa-Caldas |
| 71-78 | EOK  | Eolo-Kometa Cycling Team    |

| N.      | Cod. | Squadra                 |
| ------- | ---- | ----------------------- |
| 81-88   | RDW  | WiV SunGod              |
| 91-98   | BBH  | Burgos-BH               |
| 101-108 | JAV  | Java Kiwi Atlántico     |
| 111-118 | VSM  | Vino SKO Team           |
| 121-128 | MAN  | Manuela Fundación Cont. |
| 131-138 | ICA  | Israel Cycling Academy  |
| 141-148 | SPC  | Saint Piran             |

## Ordine d'arrivo (Top 10)
| Pos. | Corridore         | Squadra       | Tempo    |
| ---- | ----------------- | ------------- | -------- |
| 1    | Giovanni Lonardi  | Eolo          | 4h02'34" |
| 2    | Amaury Capiot     | Arkéa         | s.t.     |
| 3    | Chris Lawless     | TotalEnergies | s.t.     |
| 4    | Alex Jaime        | Kern Pharma   | a 2"     |
| 5    | Antonio Soto      | Euskaltel     | s.t.     |
| 6    | Jesús Ezquerra    | Burgos-BH     | s.t.     |
| 7    | Filippo Fiorelli  | Bardiani      | s.t.     |
| 8    | Juan Diego Hoyos  | Electro       | s.t.     |
| 9    | Francisco Galván  | Kern Pharma   | s.t.     |
| 10   | Vincenzo Albanese | Eolo          | s.t.     |